# Thyssen
Thyssen (Thyssen Aktiengesellschaft, Thyssen AG) – niemiecki koncern przemysłowy, następnie przemysłowo-handlowy założony przez Augusta Thyssena, na bazie powstałej w 1867 roku walcowni. Działał przede wszystkim w przemyśle ciężkim, w jego skład wchodziło 300 przedsiębiorstw zajmującym się hutnictwem, wydobyciem węgla i rud metali; a także produkcją maszyn i urządzeń oraz recyclingiem.
Od 1977 działał pod nazwą Thyssen Aktiengesellschaft, w 1999 doszło do fuzji holdingu z Krupp AG i powstania koncernu ThyssenKrupp AG.